# José Coll y Cuchí

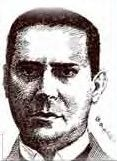
José Coll y Cuchí

José Coll y Cuchí (Arecibo, Puerto Rico, 12 de enero de 1877 – Santurce, Puerto Rico, 2 de julio de 1960) fue un abogado, político y escritor. 

## Biografía
Se graduó de abogado en la Universidad de Barcelona, España. En las elecciones de 1904, siendo miembro del Partido Republicano Puertorriqueño, fue elegido a un escaño en la Cámara de Delegados. Fue reelecto en 1908, esta vez dentro del Partido Unión de Puerto Rico. En este organismo combatió la Ley Foraker por entender que la misma destruía la personalidad de Puerto Rico. En 1920 presidió la Asociación Nacionalista compuesta por un grupo de militantes del Partido Unión de Puerto Rico que defendía la independencia para la Isla. Esta organización se transformó, en abril de 1922, en el Partido Nacionalista, y Coll y Cuchí fue su primer presidente. En 1930 abandonó el partido por desacuerdos con Pedro Albizu Campos.
Publicó varios libros: "La cuestión secular del pueblo hebreo", "La doctrina de América", "Un problema de América" y "El nacionalismo en Puerto Rico", premiado por la Academia Española de la Lengua como la mejor obra escrita ese año.
- Datos: Q5939017